# Minocqua (Wisconsin)
Minocqua es un pueblo ubicado en el condado de Oneida en el estado estadounidense de Wisconsin. En el Censo de 2010 tenía una población de 4.385 habitantes y una densidad poblacional de 10,07 personas por km².

## Geografía
Minocqua se encuentra ubicado en las coordenadas 45°49′29″N 89°53′12″O / 45.82472, -89.88667. Según la Oficina del Censo de los Estados Unidos, Minocqua tiene una superficie total de 435.31 km², de la cual 386.3 km² corresponden a tierra firme y (11.26%) 49.01 km² es agua.

## Demografía
Según el censo de 2010, había 4.385 personas residiendo en Minocqua. La densidad de población era de 10,07 hab./km². De los 4.385 habitantes, Minocqua estaba compuesto por el 96.05% blancos, el 0.16% eran afroamericanos, el 1.66% eran amerindios, el 0.8% eran asiáticos, el 0% eran isleños del Pacífico, el 0.09% eran de otras razas y el 1.23% pertenecían a dos o más razas. Del total de la población el 0.84% eran hispanos o latinos de cualquier raza.